# 麥克斯堡 (愛荷華州)
麥克斯堡（英語：Macksburg）是一個位於美國愛荷華州麥迪遜縣的城市。

## 地理
麥克斯堡的座標為41°12′51″N 94°11′08″W / 41.21417°N 94.18556°W，而該地的平均海拔高度為380米（即1247英尺）。

## 人口
根據2010年美國人口普查的數據，麥克斯堡的面積為5.15平方千米，當中陸地面積為5.15平方千米，而水域面積為0.00平方千米。當地共有人口113人，而人口密度為每平方千米21人。